# レグミン
レグミン(Legumin)は、エンドウマメやレンズマメ、ソラマメ、アサ等から得られる球状タンパク質のファミリーである。エンドウは、レグミンを含むヒトの栄養源として主要なものである。
レグミンは、哺乳類の乳に含まれるカゼインのアナログと考えられており、"vegetable casein"と呼ばれる。種子中のレグミンの主要な機能は貯蔵であり、被子植物や裸子植物において主要な貯蔵物質の1つである。レグミンは、高濃度の炭素と酸素を含む不溶性の六量体複合タンパク質である。

## 性質

### 構造

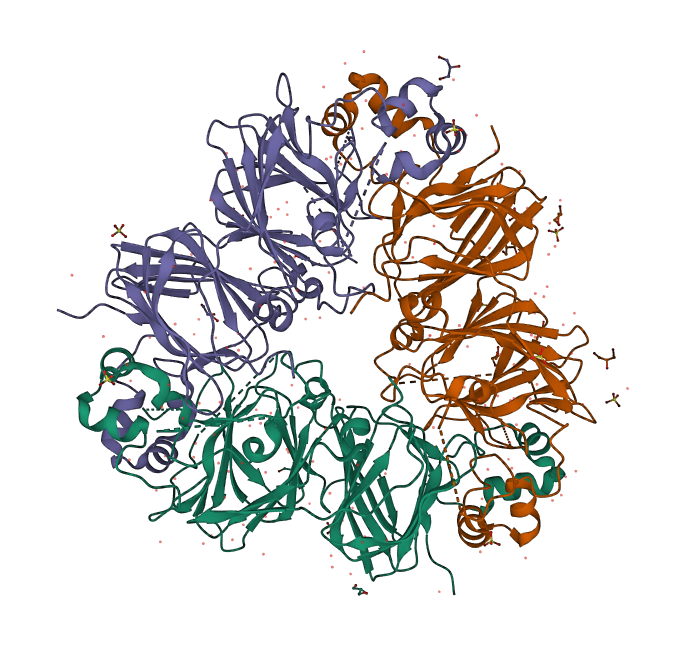
レグミンの三次元構造

レグミンは、6つのサブユニットからなる複合タンパク質である。個々のサブユニットは、より小さな疎水性のβ鎖と結合する親水性のα鎖を持つ。α鎖とβ鎖はどちらも同じ遺伝子でコードされている。6つのサブユニットの質量は、50-60 kDaである。
α鎖及びβ鎖への翻訳の過程で、ポリペプチドは小胞体中に挿入され、そこで、細胞が鎖を転座を起こさせたシグナルペプチドが切断される。α鎖とβ鎖の間にジスルフィド架橋が形成され、前駆体のプロレグミンができる。これらのサブユニット3つが集まって、小胞体中で三量体を形成する。プロレグミン三量体は液胞に運ばれ、更なる翻訳後修飾を受ける。液胞中では、α鎖とβ鎖の間に形成されたペプチド結合は切断され、2つの鎖の結合はジスルフィド架橋で維持される。三量体内のα鎖とβ鎖の切断は、タンパク質の成熟のシグナルとなり、2つの三量体が一つになって最終的な六量体レグミンタンパク質を形成する。

## 組成
レグミンは哺乳類のカゼインと似ているが、カゼインと比べて炭素は少なく、窒素を多く含む。カール・リットハウゼンは、エンドウマメ、ソラマメ、レンズマメや野生の豆から、炭素51.48％、水素7.02％、窒素16.77％、酸素24.32％のの割合の元素組成を持つレグミンを見つけた。硫酸で処理すると、ロイシン、チロシン、グルタミン酸、アスパラギン酸に分解した。
レグミンは、貯蔵タンパク質としての組成が、生物学的に高い活性を持つタンパク質源であることを意味するため、重要である。レグミンを含む豆は、ヒトにとって高い栄養価を持ち、安価で効果的な低脂肪タンパク質源となる。

## 可溶性
レグミンは、疎水性ユニットのため、水には溶けない。非常に弱い酸やアルカリには溶ける。熱により凝固することはない。その重要な貯蔵機能のため、レグミンや他の貯蔵タンパク質であるビシリンは、綿実内で見られる水やアルカリに溶けるタンパク質のうち最も豊富なものとなっている。